# Battaglia di Catalogna
La battaglia di Catalogna fu un'offensiva della guerra civile spagnola, lanciata il 23 dicembre 1938 dall'esercito nazionalista di Francisco Franco contro le forze repubblicane. L'offensiva condusse, il 26 gennaio 1939, alla caduta di Barcellona, capitale del territorio controllato dai repubblicani dall'ottobre del 1937. A seguito della sconfitta, il governo repubblicano si rifugiò in Francia, assieme a migliaia di persone in fuga dai nazionalisti.

## Contesto
Dopo la sconfitta nella battaglia dell'Ebro, l'Esercito Popolare Repubblicano aveva subito gravi perdite, da cui non si sarebbe più ristabilito. Le unità avevano perso molti dei loro armamenti e delle truppe più esperte. Inoltre, nell'ottobre 1938, il governo repubblicano aveva accettato di ritirare i volontari delle Brigate internazionali, mentre sull'altro fronte, i nazionalisti avevano ricevuto nuovi rifornimenti di munizioni, armi e velivoli dalla Germania. In più, l'accordo di Monaco aveva fatto svanire la possibilità di un intervento delle democrazie occidentali in aiuto della repubblica contro le forze di Germania nazista e Regno d'Italia. Infine, nel giugno 1938, la Terza Repubblica francese aveva nuovamente chiuso la frontiera e congelato i beni repubblicani custoditi nelle sue banche.

## Fazioni

### Nazionalisti
All'inizio del dicembre 1938, i nazionalisti concentrarono un gruppo d'armate, l'Ejército del Norte, comprendente fra i 300 000 e i 340 000 uomini e guidato dal generale Fidel Dávila, con l'obiettivo di conquistare la Catalogna. I nazionalisti utilizzarono le migliori divisioni a loro disposizione, schierandole su tutto il fronte dai Pirenei al Mediterraneo. Lungo il Segre furono poste il Cuerpo de Ejército de Urgel, guidato da Agustín Muñoz Grandes, il Cuerpo de Ejército del Maestrazgo di Rafael García Valiño e il Cuerpo de Ejército de Aragón di José Moscardó Ituarte; alla confluenza del Segre con l'Ebro vi era il Corpo Truppe Volontarie (Cuerpo Legionario Italiano) di Gastone Gambara, formato da quattro divisioni (55 000 uomini), e il Cuerpo de Ejército de Navarra guidato da José Solchaga Zala. Presso l'Ebro, infine, era dislocato il Cuerpo de Ejército Marroquí di Juan Yagüe. Secondo lo storico britannico Antony Beevor, i nazionalisti disponevano di oltre 300 carri armati, più di 500 aeroplani (fra cui anche dei moderni caccia Messerschmitt Bf 109 e Heinkel He 112) e 1 400 cannoni.

### Repubblicani
Per fronteggiare l'attacco, i repubblicani disponevano dell'Ejército del Este del colonnello Sebastián Pozas Perea e dell'Ejército del Ebro del colonnello "Juan Modesto" (Juan Guilloto León), sotto il comando del generale Juan Hernández Saravia, comandante del Grupo de Ejércitos de la Región Oriental. Si stima che gli uomini totali fossero fra i 220 000 e i 300 000, molti dei quali privi di armi (secondo Hernández Saravia, l'armata repubblicana disponeva di soli 17 000 fucili per tutta la Catalogna), 106 aeroplani (molti dei quali erano Polikarpov I-15, soprannominati Chatos), 250 cannoni e 40 carri T-26 (molti dei quali inservibili per mancanza di parti di ricambio). Il governo dell'Unione Sovietica inviò in rinforzo un carico di 250 aerei, 250 carri e 650 cannoni, ma la spedizione non raggiunse Bordeaux che il 15 gennaio, e solo una piccola parte di essa attraversò la frontiera. In più, a causa dell'isolamento internazionale della repubblica e della carenza di cibo (secondo Beevor, a Barcellona la razione giornaliera era scesa a 100 grammi di lenticchie) il morale delle truppe e della popolazione della zona era molto basso. La gente desiderava solo la fine della guerra: "...facciamola solo finita, non importa come si conclude, ma finiamola ora."

## La battaglia

### L'offensiva dei nazionalisti
L'offensiva nazionalista era programmata per il 10 dicembre, ma fu posticipata al 23. In quel giorno, italiani e navarresi attraversarono il Segre presso Mequinenza, ruppero le linee repubblicane e avanzarono di 16 chilometri, ma il 25 dicembre furono fermati dal V e XV corpo repubblicano, guidati da Enrique Líster. Sul fianco sinistro, Muñoz Grandes e García Valiño avanzarono verso Cervera e Artesa, ma vennero bloccati dalla colonna di Buenaventura Durruti, della 26ª divisione repubblicana. A sud, le truppe di Yagüe furono trattenute da un'esondazione dell'Ebro. I repubblicani avevano fermato il primo attacco dei nazionalisti, ma avevano perso 40 aerei nei primi dieci giorni di battaglia.
Il 3 gennaio, Solchaga attaccò Borjas Blancas, Muñoz Grandes e García Valiño occuparono Artesa, e Yagüe attraversò l'Ebro. Moscardó attaccò da Lerida e le truppe italiane entrarono a Borjas Blancas il 5 gennaio. Quello stesso giorno, l'armata repubblicana iniziò un attacco a sorpresa in Estremadura, la battaglia di Valsequillo, puntando verso Peñarroya per distogliere truppe nazionaliste, ma questa controffensiva fu fermata dopo pochi giorni, mentre l'attacco nazionalista in Catalogna continuò. Il 9 gennaio, il corpo d'armata d'Aragona di Moscardó si unì a quello di Gambara presso Mollerusa, e ruppe la parte settentrionale del fronte. Il V e il XV corpo repubblicano collassarono, e si ritirarono disordinatamente. Il 15 gennaio, i Corso d'Aragona e di Maestrazgo conquistarono Cervera, e il corpo marocchino, marciando di 50 km in un solo giorno, occupò Tarragona. A questo punto, i nazionalisti avevano conquistato un terzo della Catalogna, preso 23 000 prigionieri e ucciso 5 000 soldati repubblicani.

### La caduta di Barcellona
Il governo repubblicano provò a organizzare la difesa della capitale, ordinando la mobilitazione di tutti gli uomini fino ai 45 anni di età e militarizzando l'industria. Ciononostante, le tre linee difensive (L1, L2 ed L3) caddero, e le forze repubblicane si ritrovarono in grave inferiorità numerica (il rapporto di forze era di 1:6), mentre l'aviazione nazionalista eseguiva quotidiani bombardamenti di Barcellona (40 raid fra il 21 e il 25 gennaio). Divenne chiaro che la difesa della città era impossibile. Il 22 gennaio, Solchaga e Yagüe raggiunsero il fiume Llobregat, posto a pochi chilometri da Barcellona, Muñoz Grandes e García Valiño attaccarono Sabadell e Tarrasa mentre Gambara avanzò su Badalona. Il capo di stato maggiore dei repubblicani, Vicente Rojo Lluch, disse al suo primo ministro Juan Negrín che il fronte aveva cessato di esistere, sicché il governo abbandonò Barcellona dopo aver rilasciato molti dei suoi prigionieri. Anche buona parte della popolazione di Barcellona fuggì dalla città. Il 24 gennaio, García Valiño occupò Manresa, e il giorno seguente l'avanguardia nazionalista occupò il Tibidabo, nei pressi di Barcellona. La capitale fu infine conquistata il 26 gennaio, e saccheggiata per cinque giorni dai Regulares di Yagüe. Vi furono anche vari omicidi senza processo (paseos).

### La ritirata
Dopo l'occupazione di Barcelona, le truppe nazionaliste, stanche a causa delle lunghe marce, rallentarono l'avanzata. Presto però ripresero l'offensiva, inseguendo le colonne in ritirata di truppe e civili repubblicani. Il 1º febbraio, nell'ultima riunione delle Cortes, tenutasi nel Castello di Sant Ferran a Figueres, Negrín propose la capitolazione, con le sole condizioni che fossero risparmiate le vite degli sconfitti e indetto un plebiscito per consentire agli spagnoli di scegliere la forma di governo. Franco però non accettò. Il 2 febbraio, i nazionalisti entrarono a Gerona, il giorno seguente arrivarono a 50 chilometri della frontiera, e l'8 febbraio occuparono Figueras, al che Rojo ordinò alle truppe repubblicane di ritirarsi verso la frontiera con la Francia. Centinaia di migliaia di soldati e civili repubblicani, fra cui anche donne, bambini e anziani, si diressero verso la frontiera, chi a piedi, chi su carri e mezzi motorizzati, affrontando neve e acquaneve. La loro ritirata fu coperta dalle unità dell'Esercito Popolare Repubblicano, che compì attacchi mordi e fuggi e imboscate. L'aviazione nazionalista e la Legione Condor bombardarono le strade verso la Francia. Il 28 gennaio, il governo francese annunciò che i profughi civili potevano attraversare la frontiera, e il 5 febbraio estese il permesso anche ai militari repubblicani. Passarono il confine fra i 400 000 e i 500 000 rifugiati, fra cui il presidente della repubblica Manuel Azaña, il primo ministro Juan Negrín e il capo di stato maggiore Vicente Rojo. Negrín tornò in Spagna il 9 febbraio, ma Azaña e Rojo rifiutarono di farlo. Il 9 febbraio i nazionalisti raggiunsero la frontiera; il giorno seguente le ultime unità dell'armata dell'Ebro, di Modesto, arrivarono in Francia e i nazionalisti chiusero la frontiera.

## Conseguenze

### Ripercussioni militari e politiche

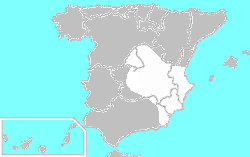
La Spagna dopo la conclusione dell'offensiva di Catalogna. In grigio i territori controllati dai nazionalisti, in bianco quelli dei repubblicani.

A seguito della sconfitta, la Repubblica perse la seconda più grande città della Spagna, l'industria bellica catalana e gran parte della sua armata (più di 200 000 soldati). Il 27 febbraio, Azaña si dimise; nello stesso giorno, Francia e Regno Unito riconobbero il governo di Franco. Un'ulteriore resistenza militare divenne impossibile e la guerra divenne di fatto perduta per la Repubblica, malgrado questa controllasse ancora il 30% del territorio spagnolo e il primo ministro insistesse sulla possibilità di continuare a combattere.
Lo Statuto di Autonomia della Catalogna fu abolito. La lingua catalana, la Sardana (una danza popolare) e i nomi di battesimo catalani furono vietati. Tutti i giornali catalani vennero sequestrati e i libri proibiti ritirati e bruciati. Furono perfino rimosse le iscrizioni sulle tombe del cimitero di Montjuïc che commemoravano Buenaventura Durruti, Francisco Ascaso e Francesc Ferrer i Guàrdia.

### Il destino dei rifugiati repubblicani
Gli esuli repubblicani furono internati dal governo francese in quindici campi di concentramento improvvisati (perlopiù recinti di filo spinato su sabbia, senza ripari, sanitari né strumenti per cuocere il cibo). Esempi di campi simili furono quelli di Argelès, Gurs, Rivesaltes e Vernet. Le condizioni di vita nei campi erano molto dure. Nei primi sei mesi, 14 672 profughi morirono di malnutrizione o dissenteria. Il governo francese incoraggiò i rifugiati a ritornare, sicché, alla fine del 1939, fra i 70 000 e i 180 000 profughi erano tornati in Spagna. Altri 300 000, invece, non fecero ritorno: molti fuggirono in Unione Sovietica (fra i 3 000 e i 5 000), Stati Uniti e Canada (circa 1 000), e paesi europei fra cui Gran Bretagna e Belgio (fra i 3 000 e i 5 000). Molti altri riuscirono a raggiungere l'America latina (30 000 in Messico, 10 000 in Argentina, 5 000 in Venezuela, 5 000 in Repubblica Dominicana, 3 500 in Cile ecc.), in cerca di asilo. Tuttavia, almeno 140 000 rifugiati rimasero in Francia, e altri 19 000 si trasferirono nelle colonie francesi del Nordafrica. Dopo la caduta della Francia, da 10 000 a 15 000 rifugiati furono catturati dai nazisti e deportati nel Campo di concentramento di Mauthausen-Gusen. Altri 10 000 si unirono alla Resistenza francese e più di 2 000 alle forze della France libre.

### Onorificenze
I seguenti combattenti ricevettero la medaglia d'oro al valor militare per azioni compiute nell'offensiva: Carlo Bresciano, Giovanni Chiasserini, Mario Ricci, Giovanni Sorba.
Ricevette la medaglia d'oro anche il capitano Antonio Callea, ucciso dai repubblicani per rappresaglia dopo la vittoria delle truppe nazionaliste.